# Funky Diamond 18
Funky Diamond 18（ファンキー・ダイヤモンド・ワン・エイト）は、少年隊の錦織一清と振付師のパパイヤ鈴木によるディスコをコンセプトとしたダンス・ヴォーカル・ユニット。
高校の同級生である二人が年齢を重ねて「人生のシャレの一環」（錦織）として合流し、ダンス・音楽・トークのエンターテインメントを見せる。「一生懸命に踊るより、みんなで楽しく揺れるぐらいがいい」（鈴木）というスタンス。

## 概要
2023年7月12日に、ミニアルバム『PRIMEMAX』（プライマックス）をリリースし、同年夏、4都市5公演の「Funky Diamond 18 LIVE TOUR 2023 PRIMEMAX」を開催して活動を開始した。

### 結成の経緯
錦織と鈴木は、明治大学付属中野高等学校の同級生で、ダンスの話ができる友人として親しくしていた。その後、それぞれの道を進んで交流は途絶えるが、2000年、少年隊の冠番組「少年隊夢」にパパイヤ鈴木がゲスト出演したことをきっかけに親交を再開し、2010年には、錦織のバラエティ番組「ニッキゴルフ」（TOKYO MX）で共演する。この間、鈴木は、2004年にストリートダンスの坂見誠二（Seiji）、横田義和（Yoshibow）、団忠明（テディ団）、山国節夫（セッちゃん）の４人とダンス・ユニット「8818 Funky Diamond」を結成し、『恋のテレパシー』などを収録したCD・DVD『ブランニュー・ディスコ』（ユニバーサル、UICZ-3037）を発表していた。
錦織と鈴木の二人がダンスの師匠として師事する坂見から「二人は歌えるのだから一緒に組んでオリジナル曲をやればいい」と勧められるも、当時、錦織がジャニーズ事務所所属であったため実現はしなかった。それから10年の後、2020年末に錦織が所属事務所を退所してフリーになると、錦織と鈴木はお互いのイベントに出演し合い、ダンスで共演をする機会が増える。そこで鈴木が、そういえばこんな話があったと坂見の言葉を出すと、錦織が「ブルース・ブラザーズみたいなことをやりたいよね」と返し、2023年2月、ユニット結成が決まった。

### ユニット名の由来
「Funky Diamond」は、鈴木が坂見らと組んでいたユニット名を引き継いだもの。がん闘病中であった坂見に、二人の活動でこの名称を使わせてもらえないかと相談すると、坂見は、「僕も（ユニット名を）残したいから使って」と快諾。
2月の新ユニット結成から活動の準備は急ピッチで進められ、わずか5か月後の7月にはCDリリース、そしてライブツアー開催となった。しかし、坂見の病状はその直前に急変し、新生ユニットのステージを見ぬまま、6月16日、帰らぬ人となる。
「18（ワン・エイト）」は、（錦織）一清の「1」と、パパイヤの語呂からの「8」。また、ダンスの拍の数え方では、音楽の2小節8カウントを一つの括りとして1エイトと呼ぶ。鈴木は、この「18」に込められた意味を、「どんな難しいダンスもステップも必ずワンエイトから始まる。『はじめの一歩』を大切にしたいという想い」と説明している。

## ディスコグラフィ

### PRIMEMAX
2023年7月12日にUncle Cinnamon Recordsよりリリースされた初のアルバム。タイトルの「PRIMEMAX」は、錦織による造語で、クライマックスなどのように「プライマックス」と読む。通常版（VSCD3233）とライブ会場・錦織一清ファンクラブの限定盤（VSCD3234）の２種があり、後者には全曲のインストゥルメンタルも収録されている。
CDジャケットのイラストは、江守藹が担当した。江守は、70年代、数多くのレコード・ジャケットを制作したイラストレーターであるとともに、ダンス黎明期の1975年に日本初のストリートダンスチーム「NESY GANG」を結成してプロダンサーとしても活躍し、さらに日本ディスコの草分けである「アフロレイキ」をオープンさせた人物。
収録曲の『恋のテレパシー〜Just Lovin' You〜』(#1)は、鈴木が20年前に坂見誠二らとのユニットで発表していた同曲のカバーであり、ダンスには、坂見が残した振付けが取り入れられている。この楽曲のミュージック・ビデオは、ディレクションをウルフルズの『ガッツだぜ!!』など多くのMVを手掛けてきた映像作家の竹内鉄郎が担当し、錦織の公式YouTubeチャンネル「Uncle Cinnamon Television」にて2023年7月1日に公開された。
『グァンタナメラ』(#6)は、鈴木の父、鈴木亮が所属したラテン・ヴォーカル・グループ「トリオ・ロス・チカノス」（「見砂直照と東京キューバン・ボーイズ」の専属トリオ）が歌ったキューバ民謡のカバー。前年（2022年）に亡くなったばかりの父を偲んでこの曲を選び、かつて父が歌唱した部分を鈴木が歌うこととなった。ラテン・ファンクにアレンジし、錦織が沖縄の手踊りを取り入れた振りをつけている。

#### 収録曲
1. 恋のテレパシー ～Just Lovin'You～
  - 作詞：PAPAYA SUZUKI（パパイヤ鈴木）／作曲： GEE（GTS）／編曲：Gotti
2. It's Demo 青春トゥナイト
  - 作詞：MASSATTACK／作曲・編曲：HIROTO SUZUKI
3. Shake your BODY
  - 作詞・作曲：PAPAYA SUZUKI（パパイヤ鈴木）／編曲：HIROTO SUZUKI
4. ディスコボールに願いを乗せて
  - 作詞・作曲・編曲：Gotti
5. Hustle Up!
  - 作詞・作曲・編曲：Gotti
6. グァンタナメラ
  - 作詞：ホセ・マルティ（José Julián Martí Pérez）、フリアン・オルボン（Julián Orbón）／作曲：ホセ・フェルナンデス・ディアス（英語版） （José Fernández Diaz）／編曲：Gotti
7. 恋のテレパシー ～Just Lovin'You～(INST)

#### 参加ミュージシャン
- Oto（Neighbors Complain）：Keyboard & Chorus(#1.4.5.6)
- Gotti（Neighbors Complain）：Guitar & programming (#1.4.5.6)
- Kash（Neighbors Complain）：Bass(#1.4.5.6)
- Taka（Neighbors Complain）：Drums(#1.4.5.6)
- 鈴木直人：Guitar(#2.3)
- 田辺トシノ：Base(#2.3)
- 鈴木ヒロト・YoYo：Keyboard & Programming(#2.3)
- 重住ひろこ (Smooth Ace) ：Chorus(#2.3)
- 岡村 玄 (Smooth Ace)：Chorus(#2.3)
- 辻本美博 (POLYPLUS / Calmera）：Saxophone
- 大泊久栄：Trumpet
- 寺谷光（Calmera）：Trombone
- 岡本健太：Percussion

### Headlight Blue
2023年12月20日にUncle Cinnamon Recordsより配信リリースしたシングル。リリース時にSNS上でHeadlight Blueの楽曲に合うシチュエーション写真を募集し、それらをつないだリリックビデオを作成。2024年1月11日にfunky diamond 18 の公式TikTokで公開された。
- 作詞：錦織一清／作曲：新井俊也（冗談伯爵）

### Burden Heel & Soul
2024年9月18日にUncle Cinnamon Recordsより配信リリースしたシングル。錦織による歌詞は、次々と韻を踏む言葉遊びで綴られており、2024年11月19日に錦織のYouTubeチャンネルUncle Cinnamon Television にてリリックビデオが公開された。
- 作詞：錦織一清／作曲：Oto（Neighbors Complain）

### PLATONIX
「PLATONIX」（プラトニックス）は、2024年10月16日にUncle Cinnamon Recordsからリリースされたセカンドアルバム。タイトルは、「僕らの歳くらいになるとだんだん恋もプラトニックになってくる」

との意味を込め、前作と韻を踏んだもの。通常版（VSCD3240）とライブ会場・錦織一清ファンクラブの限定盤（VSCD3241）の２種があり、後者には全曲のインストゥルメンタルも収録され、DVD「Funky Diamond 18 LIVE TOUR 2023 PRIMEMAX in FUKUOKA」が付属している。
収録曲の『KING & JOKER』（#1）は、気志團の綾小路翔が詞を提供している。このコラボは、綾小路がfunky diamond 18の配信番組『Wack Wack TV』（2024年4月15日配信の#2）にゲスト出演したことをきっかけに実現したもの。少年隊時代からの錦織ファンである綾小路は、曲名を錦織が脚本・演出で初めてクレジットされた舞台『PLAYZONE'95 KING&JOKER 映画界の夢と情熱』から採り、歌詞には少年隊のデビュー曲に因んで「マスカレイド（＝仮面舞踏会）」を入れるなどリスペクトを示している。綾小路自ら吹き込んだデモテープの制作は、レコーディング前日夜のぎりぎりまでかかった

。この楽曲のミュージック・ビデオは、ゲストにケイ・グラントを迎えて六本木の「R3 Club Lounge」で撮影が行われ、2024年10月16日に錦織の公式YouTubeチャンネル「Uncle Cinnamon Television」にて公開された。
『トマト・イッパツ』（#4）は、ブラスロックバンド「スペクトラム」のデビュー曲のカバー。レコーディングにサックスで参加した辻本美博は、「管楽器が技術の限界に挑戦しているような」原曲から今回さらにBPMが上がっており、「久々に“技術的”に苦労した」と振り返っている

。この曲が選ばれたのは、錦織に関する有名なエピソードの元ネタ披露の意味合いがある。かつて少年隊のレコーディング中に、スペクトラムのファンである錦織が「トマト・イッパツ」の間奏にある掛け声「ワッチコン」を遊びで録音していたところ、その音声をディレクターの鎌田俊哉がサンプラーで「ワカチコ」という音にして「デカメロン伝説」のイントロに使った。錦織は自著「少年タイムカプセル」でこの「トマト・イッパツ」について、「トマトジュースでも飲んで、もう一発やろうって曲」なので、この「ワッチコン」は、「実は際どいシーンの効果音」「大人の擬音」であると考察している

。
『時計をとめて』（#7）は、ボレロスタイルのラテン曲のカバー。原曲の『時計』は、メキシコの音楽トリオ、ロス・トレス・カバジェロス（Los Tres Caballeros; 三人の騎士）が1957年に歌ったヒット曲で、その後、数多くの歌手にカバーされている。しかしそのことを知らなかった鈴木が、前回のアルバムに引き続き鈴木の父のグループ「トリオ・ロス・チカノス」の曲を入れることになった際に、父の知られざるオリジナル曲として『時計をとめて』を提案した。ところがこの曲は錦織にとっても、初代ジャニーズの青井輝彦（後のあおい輝彦）が歌って以来ジャニーズ内で歌い継がれ親しんできた曲であったため、即採用となった
。

#### 収録曲
1. KING & JOKER
  - 作詞：綾小路 翔／作曲：GEE（GTS）、Shinnosuke／サウンドプロデュース：Shinnosuke／コーラスアレンジ：岡村玄（SMOOTH ACE）
2. Burden Heel & Soul
  - 作詞：錦織一清／作曲・編曲・サウンドプロデュース：Oto（Neighbors Complain）／コーラスアレンジ：稲泉りん
3. Love Hunter
  - 作詞：ゆかり美和／作曲：野戸久嗣／編曲：Gotti（Neighbors Complain）／コーラスアレンジ：岡村玄
4. トマト・イッパツ
  - 作詞：宮下康仁／作曲：スペクトラム／編曲：Gotti／コーラスアレンジ：稲泉りん、Gotti
5. 変わらぬ想い
  - 作詞・作曲：パパイヤ鈴木／編曲：Gotti／コーラスアレンジ：稲泉りん
6. Headlight Blue
  - 作詞：錦織一清　作曲・編曲：新井俊也
7. 時計をとめて
  - 日本語詞：かも まさる／作曲：ロベルト・カントラル（スペイン語版）／サウンドプロデュース：冨田謙／コーラスアレンジ：岡村玄

#### 参加ミュージシャン
- Oto（Neighbors Complain）：Keyboard & Chorus(#2.3.4.5)
- Gotti（Neighbors Complain）：Guitar & programming (#2.3.4.5.6)
- Kash（Neighbors Complain）：Bass(#2.3.4.5)
- Taka（Neighbors Complain）：Drums(#2.3.4.5)
- 加部輝（ウルトラ寿司ふぁいやー）：Guitar(#1)
- 長谷川陽平：Guitar(#6)
- 中森泰弘（Oh!Roony!!）：Guitar(#7)
- 重住ひろこ (SMOOTH ACE|Smooth Ace) ：Chorus(#1.3.6.7)
- 岡村 玄 (Smooth Ace)：Chorus(#1.3.6.7)
- 稲泉りん：Chorus(#2.4.5)
- 平岡恵子：Chorus(#2.4.5)
- 竹本健一：Chorus(#2.4.5)
- 辻本美博(POLYPLUS (バンド)|POLYPLUS / Calmera)：Saxophone（#2.3.4.6）
- 大泊久栄：Trumpet（#2.3.4）
- 寺谷光（Calmera）：Trombone（#2.3.4）

## ライブ・イベント

### Funky Diamond 18 LIVE TOUR 2023 PRIMEMAX
2023年7月16日：名古屋・名古屋市公会堂 大ホール、7月17日：大阪・サンケイホールブリーゼ、8月8日・9日：東京・恵比寿ザ・ガーデンホール、8月18日：福岡・キャナルシティ劇場。
「顔見世公演」（錦織）となったユニット初のライブツアー。まだオリジナル楽曲がアルバム『PRIMEMAX』の６曲しかなかったため、中盤にそれぞれのレパートリーを歌うパートを挟む構成となった。鈴木は、『ブランニュー・ディスコ』（UICZ-3037）、『愛のリサイクル～Sweet Soul Music』（VICL-3900）からダンサーとともに踊る楽曲を披露。錦織は、『歌謡 style collection』（VSCD-3232）の昭和歌謡や洋楽からカバー曲を歌唱した。また、ライブ終盤のアンコール曲には、少年隊の楽曲が選ばれた。
このライブツアーの福岡・キャナルシティ劇場公演の収録映像が、2023年8月30日～9月6日にストリーミング配信された。このうち、オリジナル楽曲６曲については、錦織のYouTubeチャンネルUncle Cinnamon Televisionにて、2024年1月から6月までの毎月18日（ワンエイトの日）に１曲ずつ公開されている。

#### 参加アーティスト/ PRIMEMAX GANG

##### BAND
- Keyboards 冨田 謙
- Guitars 奥田健介 (NONA REEVES)
- Bass 鹿島達也
- Drums サンコンJr.  (ウルフルズ)
- Saxophone 辻本美博 (POLYPLUS / Calmera)
- Neighbors Complain
  - Keyboards/Vocal/Chorus OTO
  - Guitars/Chorus GOTTI
  - Bass/Chorus KASH
  - Drums/Chorus TAKA
- Chorus 重住ひろこ (Smooth Ace)
- Chorus 岡村 玄 (Smooth Ace)
- Chorus 真城めぐみ (ヒックスヴィル)

##### DANCER
- Q-TARO（電撃チョモランマ隊）
- EBATO（電撃チョモランマ隊）
- OH-SE（電撃チョモランマ隊）
- little Skeet（WEBER）
- 土井祐哉

### Funky Diamond 18 Disco Lunch & Dinner Party
錦織一清生誕前夜祭　Dinner Party：2024年5月21日、錦織一清生誕祭　Lunch Party・ Dinner Party：2024年5月22日、会場はヒルトン東京お台場 ペガサス、参加アーティストは BAND：Neighbors Complain、辻本美博 (POLYPLUS / Calmera)、DANCER：電撃チョモランマ隊、little Skeet、ゲストDJ：DJ OSSHY。
全国ディスコ化計画を標榜し、その第一弾を錦織の59歳の生誕祭として、誕生日の前夜と当日に行ったディナー（ランチ）ショー。会場には、食事をする円卓テーブルのエリアとショーのステージの間に板敷きのダンスフロアが特設された。二人がトークする"FD18ラジオ"を聞きながらの食事のあと、参加者はダンスフロアへ移動。DJ OSSHY（押阪雅彦）によるディスコタイムに続き、そのままスタンディングでライブが行われた
。

### Funky Diamond 18 LIVE TOUR 2024 PLATONIX 〜ツンデレなシンデレラ〜
2024年11月7日・8日：東京 Zepp DiverCity(TOKYO)、11月10日：仙台PIT、11月15日：福岡 Zepp Fukuoka、11月21日：名古屋  Zepp Nagoya、11月23日：大阪 Zepp Namba(OSAKA)、11月29日：札幌 Zepp Sapporo、12月5日（追加公演）：Zepp DiverCity(TOKYO)。
全国ディスコ化計画第2弾と称した6都市8公演のライブハウスツアー。開演前の30分間、開催地それぞれのDJによるディスコタイムから始まり、そのまま音楽が途切れることなくライブ本編に続く構成となった。ツアー後の12月5日にZepp DiverCity(TOKYO)で行われた追加公演は、一部楽曲や演出を変え、生配信された。

#### 参加アーティスト

##### Funky Diamond BAND
- Neighbors Complain
  - Keyboards/Chorus　Oto
  - Guitar/Chorus　Gotti
  - Bass/Chorus　Kash
  - Drums/Chorus　Taka
- Saxophone　辻本美博 (POLYPLUS・Calmera)

##### Funky Diamond DANCERS
- EBATO　(電撃チョモランマ隊) [福岡・名古屋・大阪・札幌]
- OH-SE　(電撃チョモランマ隊)
- little Skeet
- 土井佑哉
- 岩崎浩太郎　[東京・仙台]

##### Funky Diamond DJ
- 東京　DJ BABY
- 仙台　DJ 麻呂
- 名古屋　DJ KIMOTO / MC MADD
- 大阪　DJ HiBiKi
- 福岡　DJ MIYUKI♂
- 札幌　DJ TAKAGI
- 東京追加公演　DJ OSSHY

### Wack Wack TV
Funky Diamond 18によるトークとライブを電子チケット制でストリーミング配信するプログラム。出演は、Funky Diamond 18、電撃チョモランマ隊、little Skeet。#2以降、オープニングダンスは、YOSHIE。
- 『Wack Wack TV #1』　 配信期間：2023年12月19日 – 2024年1月8日、アンコール配信：2024年4月7日 - 4月14日
- 『Wack Wack TV #2』[29]配信期間：2024年4月15日 - 4月22日、アンコール配信：2024年6月21日 - 6月28日、ゲスト：綾小路翔（氣志團）、MC：HIDEKiSM（ENVii GABRIELLA）
- 『Wack Wack TV #3』　配信期間：2024年6月29日 - 7月6日、アンコール配信：2024年10月10日 - 10月17日
  - 公開収録：ちょこっとスターを探せ！ダンスバトル、Funky Diamond 18 Special Live、トークショー（2024年6月8日、Veats Shibuya）
- 『Wack Wack TV #4』　配信期間：2024年10月18日 - 10月25日、アンコール配信：2025年2月10日 - 2月17日、MC：HIDEKiSM（ENVii GABRIELLA）
- 『Wack Wack TV 特別編』　配信期間：2025年2月18日 - 2月25日、MC：OH-SE（電撃チョモランマ隊）

## 出演

### テレビ番組
- 音ボケPOPS（2023年7月15日・2024年11月2日、TOKYO MX）
- 昭和歌謡ベストテンDX → MUSIC X（2024年2月22日・2025年3月6日、BS-TBS）
- 人生、歌がある（2024年11月9日：#220・2025年1月1日：BS朝日開局25周年記念『人生、歌がある 5夜連続 5時間スペシャル』・2025年5月10日：#248、BS朝日）
- 昭和歌謡パレード（2024年12月25日：#119、BSフジ）

### 公式SNS・チャンネル
- Funky Diamond 18 (@funkydiamond18_official) - Instagram
- Funky Diamond 18 (@funkydiamond18) - TikTok
- 【公式】Funky Diamond 18 (@FunkyDiamond18) - X（旧Twitter）
- Uncle Cinnamon Television - YouTubeチャンネル
- PLAN CHIME Official Channel - YouTubeチャンネル
- 【公式】錦織一清オフィシャル情報 (@uc_officialinfo) - X（旧Twitter）
- PlanChime (@planchime) - X（旧Twitter）